# Stalinismus

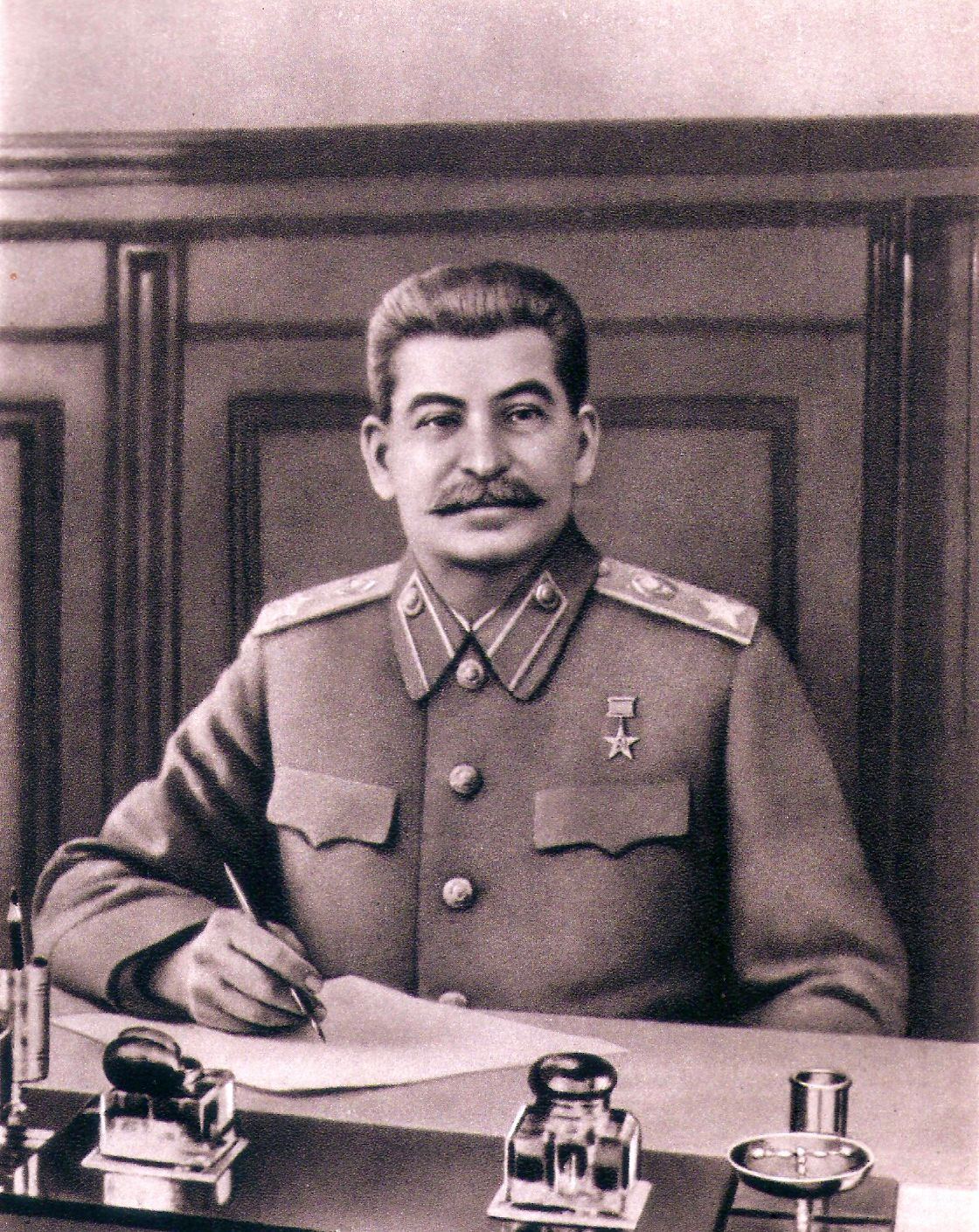
J. V. Stalin

Stalinismus byla politická teorie a praxe spjatá s J. V. Stalinem. Z teoretického hlediska se stalinismus vyznačoval koncepcí budování socialismu v jedné zemi. Praxe stalinismu zahrnovala vytvoření totalitního policejního státu ovládaného jednou stranou, rychlou industrializaci, kolektivizaci zemědělství, zostření třídního boje, kult osobnosti a podřízení zájmů zahraničních komunistických stran zájmům Komunistické strany Sovětského svazu.
Během 30. let v Sovětském svazu proběhla kolektivizace zemědělství a industrializace. Dále Stalin a jeho spolupracovníci vytvořili systém, ve kterém byla veškerá moc soustředěna v rukou vedení Komunistické strany Sovětského svazu a tajné policie. Zastánci odlišných politických koncepcí v komunistické straně (např. Lev Davidovič Trockij, Nikolaj Bucharin, Lev Kameněv, Grigorij Zinovjev) byli fyzicky zlikvidováni. Mimostranická opozice byla zcela eliminována (její členové popraveni nebo umístěni do gulagů).
Po druhé světové válce se stalinismus rozšířil i do zemí východního bloku, měl velký vliv i v komunistických stranách některých západoevropských zemí.
Antistalinistická levice je označení levicových směrů, které odsuzovaly Stalinův režim, patří sem převážně liberálně levicoví intelektuálové, trockisté, demokratičtí socialisté, eurokomunisté a neomarxisté.
Po XX. sjezdu KSSS a odsouzení kultu osobnosti začal proces destalinizace. V roce 1964 byl však zastaven, protože Chruščova vystřídal Brežněv, který nastolil neostalinismus. Ten pak v SSSR přežíval až do perestrojky v druhé polovině 80. let.
Pojem vznikl v každodenním životě v rámci kritiky teroristických metod Stalinova režimu, má tak silně negativní konotaci. Socialistické země původně tento termín příliš nevyužívaly, později jej ale využily společenské vědy, které jím označovaly Stalinův mocenský a ideologický systém a období jeho vlády. V současnosti se jako stalinismus označují směry, které tuto politiku napodobují nebo obhajují. Zvláště ve třetím světě je tento pojem často zneužíván k nálepkování politických oponentů bez větší souvislosti s podstatou pojmu.